# SWERF
Die Abkürzung SWERF ist eine Fremdbezeichnung und steht für englisch Sex Worker Exclusionary Radical Feminism („Sexarbeiter ausschließender radikaler Feminismus“). Sie bezieht sich auf eine feministisch begründete Diskriminierung von Sexarbeitern (englisch sex workers). Mit dem Begriff SWERF wird eine Position oder Person bezeichnet, die Sexarbeit als grundsätzlich ausbeuterisch und unterdrückend sieht und deshalb Sexarbeitende angeblich aus ihren feministischen Forderungen ausschließt. Bei SWERF handelt es sich somit nicht um eine wertneutrale, sondern um eine kritisierende Bezeichnung, die von sexarbeits-inklusiven feministischen Positionen wie z. B. dem sexpositiven Feminismus ausgeht.

## Hintergründe und Zusammenhang mit TERF
Die Ablehnung von Prostitution und Sexarbeit aus feministischer Perspektive gibt es schon lange, als SWERF wurde diese Position aber erst in Anlehnung an den 2008 geprägten Begriff TERF („trans-exclusionary radical feminism“) bezeichnet. Der genaue Ursprung des Begriffs SWERF ist nicht eindeutig dokumentiert, da er in feministischen Diskursen vor allem in digitalen Räumen entstanden ist.
Die Ähnlichkeit der Akronyme SWERF und TERF, soll eine inhaltliche Nähe der beiden Positionen suggerieren. Dies wird mit der Wahrnehmung begründet, dass Personen, die Trans-Menschen aus ihren feministischen Bestrebungen ausschließen, sich auch häufig gegen Sexarbeit aussprechen.

## Position
Der mit SWERF bezeichneten Position liegt die Vorstellung zugrunde, dass Sexarbeit aufgrund des Zahlungsvorgangs zwischen der Kundschaft und denjenigen, die die Dienstleistung erbringen, nicht einvernehmlich sein kann. Stattdessen wird Sexarbeit hier als Ausdruck männlicher Herrschaft über Frauen und ihre Körper gesehen. Auch die Position, dass weibliche Sexarbeiterinnen, insbesondere in der Prostitutions- und Pornografieindustrie, regelmäßig Opfer von sexueller Objektivierung, Ausbeutung und Gewalt werden und daher gegen Prostitution und Pornografie vorgegangen werden müsse, wird mit der Bezeichnung SWERF in Verbindung gebracht.
Laut dem Forscher Aaron Hemmes basiert die als SWERF bezeichnete Position auf insgesamt drei Säulen: Einer Ablehnung der Autonomie über den eigenen Körper; zumindest wenn es um die freiwillige Verrichtung von Sexarbeit gegen Geld geht, der Gleichsetzung von Sexarbeit mit Menschenhandel und dem Vorwurf gegenüber Sexarbeitenden, antifeministisch zu agieren. Aus dieser Perspektive würden Sexarbeitende als Komplizen des Patriarchats erscheinen, was zu ihrer Stigmatisierung führe.

## Kritik
Kritiker der von ihnen als SWERF bezeichneten Position bemängeln zunächst, dass nicht immer berücksichtigt werde, dass nicht nur cis-Frauen Sexarbeit anbieten und nicht nur cis-Männer Sexarbeit in Anspruch nehmen. Sie nehmen an, dass nur die Konstellation einer weiblichen Sexarbeiterin und eines männlichen Kunden berücksichtigt werde. Sie kritisieren zudem, dass die Bezeichnung „Sexarbeit“, die von in der Sexarbeit Tätigen und deren Vertretern selbst verwendet wird, oft abgelehnt wird, um an dem negativ konnotierten Begriff „Prostitution“ festzuhalten.
Eine abolitionistische Herangehensweise an Sexarbeit und Prostitution im Besonderen wird vor allem von Sexarbeitenden selbst scharf kritisiert. Dies belastete das Verhältnis zwischen Sexarbeitenden und Feministen lange Zeit. Heute beschäftigen sich feministisch engagierte Menschen und Forschende auch jenseits der Frage nach Verbot oder Reglementierung auf vielfältige Weise mit Sexarbeit.
Ein weiterer Kritikpunkt an der als SWERF bezeichneten Position liegt darin, dass die Autonomie der Sexarbeitenden und ihre Kompetenz, freiwillige Entscheidungen zu treffen, missachtet bzw. geleugnet werde. Dies wird als Versuch gewertet, Kontrolle über die Körper von Sexarbeitenden auszuüben. Deshalb wird eine sichere, ethische Regulierung und Entstigmatisierung der Sexarbeit sowie einen kontinuierlichen, sexpositiven Diskurs in feministischen Kreisen gefordert. Dabei solle ein erhöhter Fokus auf Bedürfnisse und Perspektiven der Sexarbeitenden selbst gesetzt werden.